# Renée-Berthe Drapeau
 (novembre 2017).
Si vous disposez d'ouvrages ou d'articles de référence ou si vous connaissez des sites web de qualité traitant du thème abordé ici, merci de compléter l'article en donnant les références utiles à sa vérifiabilité et en les liant à la section « Notes et références ».
Renée-Berthe Drapeau est une écrivaine québécoise née en 1959.

## Honneurs
- 1988 : Prix Gaston-Gouin, N'entendre qu'un son
- 1993 : 3e prix au Prix Arcade au féminin, Livre d’amour